# Ан-26МСБ
Ан-26МСБ — модернізація літаків Ан-26 до рівня Ан-26МСБ для  економії на утримання та експлуатацію авіаційної техніки й уніфікація парк наявної авіаційної.  
Зокрема, в рамках апгрейду на літаку встановлюють нові двигуни виробництва АТ «Мотор Січ» ТВ3-117ВМА-СБМ1. Установка цих двигунів дозволяє уніфікувати парк авіаційної та вертолітної техніки, що в свою чергу дозволяє суттєво зменшити експлуатаційні витрати та підвищити економічність авіаційної техніки.
|  | Ан-26 є доволі старою, однак дуже затребуваною на ринку авіаційних перевезень розробкою. «Подібного транспортного літака з унікальними споживчими характеристиками наразі немає – тому до цього часу ця машина і літає – а тепер потрібно, щоб ця машина літала і з урахуванням вимог економічності за співвідношенням ціни тоно/кілометру – і це дозволяє вирішити модернізація літака з встановленням нового двигуна від АТ «Мотор Січ», - каже В.Семенов. |